# Jochen-Wolfgang Meyn
Jochen-Wolfgang Meyn (* 4. September 1932 in Hamburg, auch als Jochen Meyn oder J. Wolfgang Meyn geführt; † 7. Februar 2013) war ein deutscher Schauspieler und Hörspielsprecher.

## Leben
Jochen-Wolfgang Meyn wurde als Sohn des Schauspielers Robert Meyn und der Opernsängerin Ilse Koegel geboren. Nach Abitur und Studium an der Universität Hamburg spielte er am Schauspielhaus in Hamburg.
In den 1950er Jahren wirkte er zudem in verschiedenen Filmproduktionen mit. Darunter befanden sich 1951 die Spielfilme Die Sünderin von Willi Forst mit Hildegard Knef, Wera Frydtberg und Robert Meyn und Primanerinnen von Rolf Thiele mit Ingrid Andree, Walter Giller und Christiane Jansen. Im Jahr 1955 war er in der Literaturverfilmung von Carl Zuckmayers Drama Des Teufels General mit Curd Jürgens, Marianne Koch und Viktor de Kowa in den Hauptrollen zu sehen.
Er arbeitete zudem auch als Hörspielsprecher. So konnte man ihn im Jahr 1952 in einer Folge der Hörspielreihe Das Gericht zieht sich zur Beratung zurück des Norddeutschen Rundfunks (NDR) hören.
Jochen-Wolfgang Meyn starb am 7. Februar 2013 nach langer schwerer Krankheit.

## Filmografie (Auswahl)
- 1951: Die Sünderin
- 1951: Primanerinnen
- 1955: Des Teufels General
- 1956: Der Hauptmann von Köpenick
- 1956: Drei Birken auf der Heide
- 1964: Bergsteiger am Montblanc (Kurz-Dokumentarfilm) als Sprecher

## Hörspiele (Auswahl)
- 1953: Zwanzig Paar Seidenstrümpfe – Regie: Gerlach Fiedler
- 1953: Füße im Feuer – Regie: Gert Westphal
- 1954: Prinzessin Turandot – Regie: Gert Westphal
- 1954: Kein Lorbeer für Augusto – Regie: Fritz Schröder-Jahn
- 1954: Simon von Kyrene – Regie: Gustav Burmester
- 1954: Strafsache Rudolf Winkler (Folge aus der Reihe Das Gericht zieht sich zur Beratung zurück) – Regie: Gerd Fricke
- 1954: Aber das Wort sagte ich nicht – Regie: Gustav Burmester
- 1955: Antonia und Marc Anton – Regie: Gerlach Fiedler